# Michał Cieślak
Michał Cieślak, né le 6 septembre 1968 à Sierpc, est un rameur d'aviron polonais.

## Carrière
Michał Cieślak participe aux Jeux olympiques de 1992 à Barcelone et remporte la médaille de bronze avec le quatre barré polonais composé de Wojciech Jankowski, Maciej Lasicki, Jacek Streich et Tomasz Tomiak, après avoir été médaillé de bronze dans la même épreuve aux Championnats du monde d'aviron 1991 à Vienne.